# 4515 Khrennikov
4515 Khrennikov (1973 SD6) là một tiểu hành tinh vành đai chính được phát hiện ngày 28 tháng 9 năm 1973 bởi N. S. Chernykh ở Đài vật lý thiên văn Crimean.